# Luxiaria punctata
Luxiaria punctata là một loài bướm đêm trong họ Geometridae.